# 骨嵬
骨嵬，元朝时库页岛土著居民，隔鞑靼海峡与尼夫赫人相邻。骨嵬的族源未有一定说法，一般認爲是唐朝史书所记的黑水靺鞨窟说部。
元世祖至元元年（1268年），因归附蒙古帝国的尼夫赫人前来投诉受到骨嵬的袭扰，元世祖命塔匣剌率军征讨，因海流难渡而罢。至元十年（1278年），塔匣剌得知，冬季鞑靼海峡结冰后，方可进兵，但元世祖不准其发兵。至元二十一年（1289年），再次诏命征东招讨司进讨骨嵬，至元二十三年（1291年），驻奴尔干的征东招讨使塔塔儿带、杨兀鲁带率兵万人、船千艘征骨嵬。元成宗大德年间，骨嵬人多次越海劫掠奴尔干，招讨司官军无法击败。元武宗至大元年（1308年），元朝军队彻底击败骨嵬，骨嵬首领遣人来请求归降，每年缴纳贡品，元朝将其纳入辽阳行省的管辖范围。